# Jimmy MacDonald
John James MacDonald (Dundee, 19 mei 1906 – Glendale, 1 februari 1991) was een Amerikaans stemacteur en foley-artiest. Hij werkte het grootste deel van zijn werkzame leven voor Walt Disney.
MacDonald werd geboren in Groot-Brittannië. Het gezin verhuisde naar de Verenigde Staten toen hij nog maar één maand oud was. Hij groeide op in Philadelphia. In 1927 verhuisde MacDonald naar Californië.
MacDonald werkte aanvankelijk als drummer in een band op cruiseschepen van de Dollar Steamship Lines. In 1934 verzorgde hij met zijn band de soundtrack van een Mickey Mousefilm. Vanwege zijn talent om geluiden te imiteren en te creëren bleef MacDonald verbonden aan Walt Disney. Hij was verantwoordelijk voor diverse geluidseffecten in de tekenfilm Sneeuwwitje uit 1937, waaronder het jodelen van de zeven dwergen.
Vanaf 1946 nam MacDonald de stem van Mickey Mouse voor zijn rekening. Tot dan toe had Disney zelf de stem ingesproken, maar hij had hier geen tijd meer voor en droeg het werk over aan MacDonald. De eerste film met MacDonald in de rol van Mickey Mouse was Mickey and the Beanstalk. Hij bleef tot aan zijn pensioen in 1976 actief als de stem ven Mickey. Daarnaast verzorgde hij onder andere het geblaf van Pluto.
Ook na zijn pensioen was MacDonald nog bij enkele Disney-producties betrokken, zoals De Reddertjes.
Hij overleed in 1991 op 84-jarige leeftijd.